# Ганнівсько-Вирівська сільська рада
Га́ннівсько-Вирі́вська сільська́ ра́да — адміністративно-територіальна одиниця та орган місцевого самоврядування в Білопільському районі Сумської області. Адміністративний центр — село Ганнівка-Вирівська.

## Загальні відомості
- Населення ради: 908 осіб (станом на 2001 рік)

## Населені пункти
Сільській раді були підпорядковані населені пункти:
- с. Ганнівка-Вирівська
- с. Котенки
- с. Смоляниківка

## Склад ради
Рада складалася з 12 депутатів та голови.
- Голова ради: Скрипченко Олександр Миколайович

### Керівний склад попередніх скликань
| Прізвище, ім'я, по батькові      | Основні відомості                                                 | Дата обрання | Дата звільнення |
| -------------------------------- | ----------------------------------------------------------------- | ------------ | --------------- |
| Глазун Раїса Миколаївна          | Сільський голова, 1954 року народження, позапартійна              | 26.03.2006   | 31.10.2010      |
| Скрипченко Олександр Миколайович | Сільський голова, 1959 року народження, освіта вища, безпартійний | 31.10.2010   | 25.10.2015      |
| Скрипченко Олександр Миколайович | Сільський голова, 1959 року народження, освіта вища, безпартійний | 25.10.2015   |                 |

Примітка: таблиця складена за даними сайту Верховної Ради України та ЦВК

### Депутати VII скликання
За результатами місцевих виборів 2015 року депутатами ради стали:

#### За суб'єктами висування
| Суб'єкт висування | Кількість обраних депутатів | %      |
| ----------------- | --------------------------- | ------ |
| Самовисування     | 12                          | 100.00 |

#### За округами
| № округу | Прізвище, ім'я, по батькові    | Ким висунуто  | Дата нар.  | Освіта             | Партійна приналежність | Відомості                                             |
| -------- | ------------------------------ | ------------- | ---------- | ------------------ | ---------------------- | ----------------------------------------------------- |
| 1        | Панченко Ольга Григорівна      | Самовисування | 04.02.1959 | вища               | безпартійна            | Ганнівсько-Вирівська сільська рада, секретар          |
| 2        | Юсова Наталія Василівна        | Самовисування | 06.06.1958 | середня спеціальна | безпартійна            | Ганнівсько-Вирівська сільська рад, землевпорядник     |
| 3        | Совенко Людмила Михайлівна     | Самовисування | 25.05.1971 | вища               | безпартійна            | Ганнівсько-Вирівська ЗОШ 1-111 ступенів, директор     |
| 4        | Коник Олена Василівна          | Самовисування | 23.07.1964 | середня спеціальна | безпартійна            | тимчасово не працює                                   |
| 5        | Олійник Світлана Василівна     | Самовисування | 09.09.1971 | середня спеціальна | безпартійна            | Ганнівсько-Вирівська сільська бібліотека, бібліотекар |
| 6        | Глазун Оксана Вікторівна       | Самовисування | 09.06.1979 | середня спеціальна | безпартійна            | Ганнівсько-Вирівського ФП, медсестра                  |
| 7        | Нужненко Олександр Миколайович | Самовисування | 25.08.1943 | вища               | безпартійний           | пенсіонер                                             |
| 8        | Лисько Іван Олексійович        | Самовисування | 20.01.1955 | загальна середня   | безпартійний           | пенсіонер                                             |
| 9        | Бойко Людмила Петрівна         | Самовисування | 28.09.1987 | загальна середня   | безпартійна            | тимчасово не працює                                   |
| 10       | Савчук Ольга Василівна         | Самовисування | 06.03.1967 | вища               | безпартійна            | Ганнівсько-Вирівська ЗОШ 1-111 ст., вчитель           |
| 11       | Свинаренко Ніна Іванівна       | Самовисування | 06.01.1977 | загальна середня   | безпартійна            | Ганнівсько-Вирівська сільська рада, тех.працівник     |
| 12       | Чорнобублик Микола Іванович    | Самовисування | 02.02.1975 | загальна середня   | безпартійний           | ст.Амбари, електромеханік                             |